# Sextus Cocceius Severianus Honorinus
Sextus Cocceius Severianus Honorinus war ein römischer Politiker und Senator Mitte des 2. Jahrhunderts n. Chr.
Im Jahr 144 war Severianus prätorischer Legat der Provinz Arabia Petraea, wie aus einem bislang unpublizierten Militärdiplom hervorgeht. Auch in der Provinz Africa war er in einem der ersten Regierungsjahre des Kaisers Antoninus Pius als – vermutlich ebenfalls prätorischer – Legat des Statthalters tätig.
Im letzten Viertel des Jahres 147 wurde Severianus Suffektkonsul, zuerst zusammen mit Tiberius Licinius Cassius Cassianus, nach dessen Tod mit Gaius Popilius Carus Pedo. Zwischen 161 und 169, vermutlich jedoch vor 163, wurde Severianus Prokonsul der Provinz Africa, wo er mit einem Sechsgespann geehrt wurde. Der Schriftsteller Apuleius hielt vor ihm eine Rede. Sein Sohn war Cocceius Honorinus, der unter seinem Vater Legat in Africa war.
Eine Claudia Sestia Cocceia Severiana, die aus einer Inschrift aus Rom bekannt ist, war eine Verwandte (möglicherweise Enkelin) des Sextus Cocceius Severianus Honorinus.